# Medusa (mitologia)

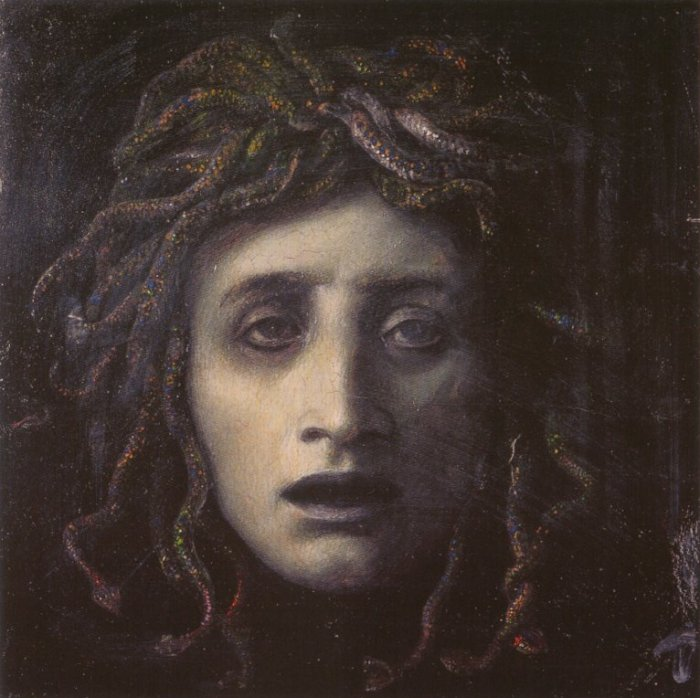
Medusa, per Arnold Böcklin

Medusa (grec antic: Μέδουσα, Médousa, de μέδω 'manar', 'regnar') era, segons la mitologia grega, un monstre ctònic femení que convertia la gent en pedra mirant-los fixament. Algunes referències clàssiques la descriuen com una de les tres germanes gòrgones –Medusa, Esteno i Euríale–, i ella era l'única mortal.

## El mite en el mon antic

### Etimologia
El nom de Medusa (en grec: ἡ Μέδουσα) és el participi present del verb μέδω: regular, protegir, regnar sobre. Per tant, es pot traduir com «la protectora».
En les primeres etapes del mite, Medusa es coneix sovint com la Gorgona, a partir de la paraula γοργος que significa «aterridor/a». Segons Thalia Phillies Howes, la paraula Gorgon deriva de l'arrel indoeuropea garj que significa un crit aterridor.  El soroll aterridor que emet la Gorgona és un dels seus atributs essencials segons Vernant, que es basa en Píndar.

### Mite de la medusa i Perseu

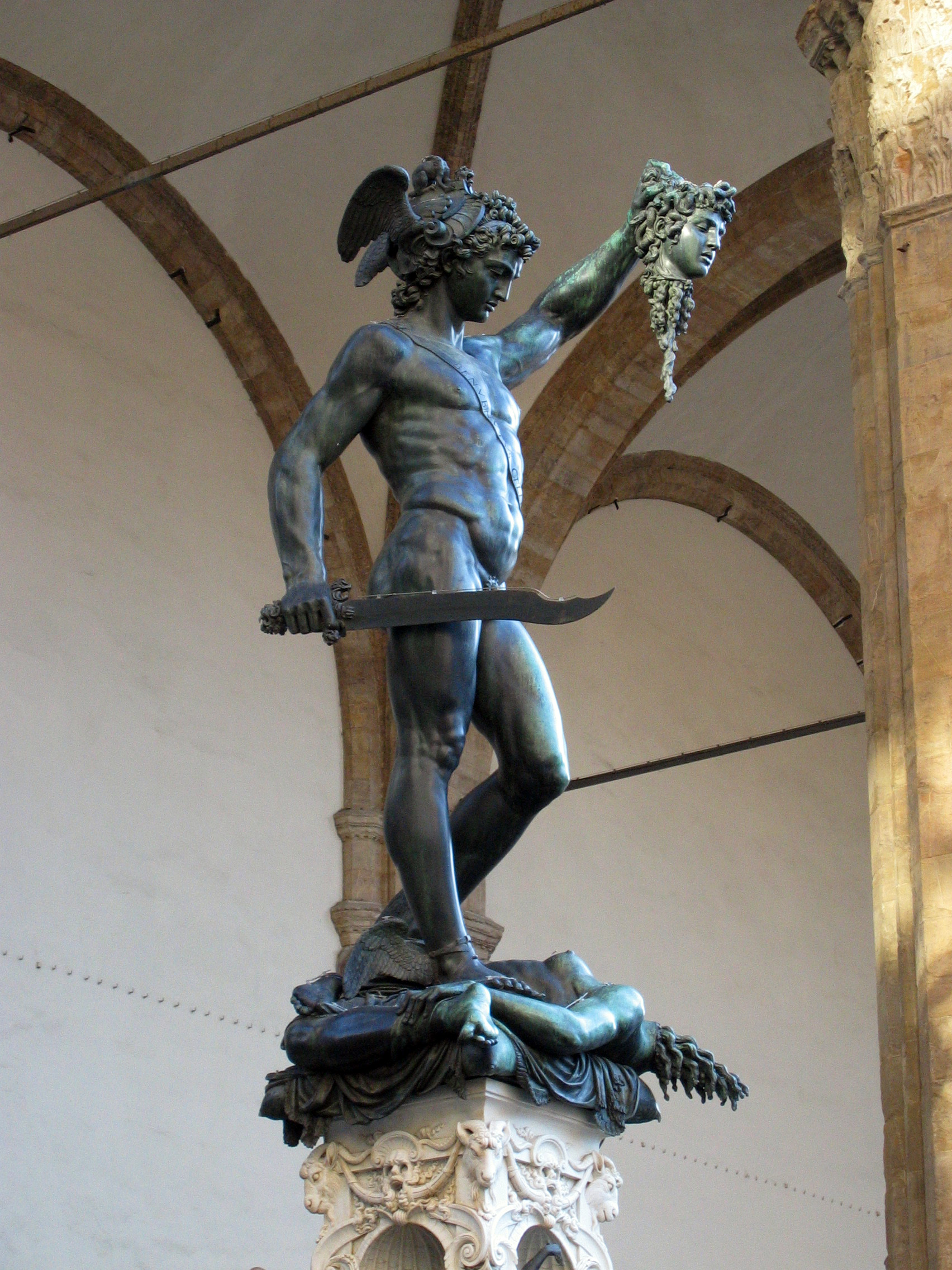
Estàtua de Perseu. Benvenuto Cellini (Piazza della Signoria, Florència)

### El mite en la iconografia antiga

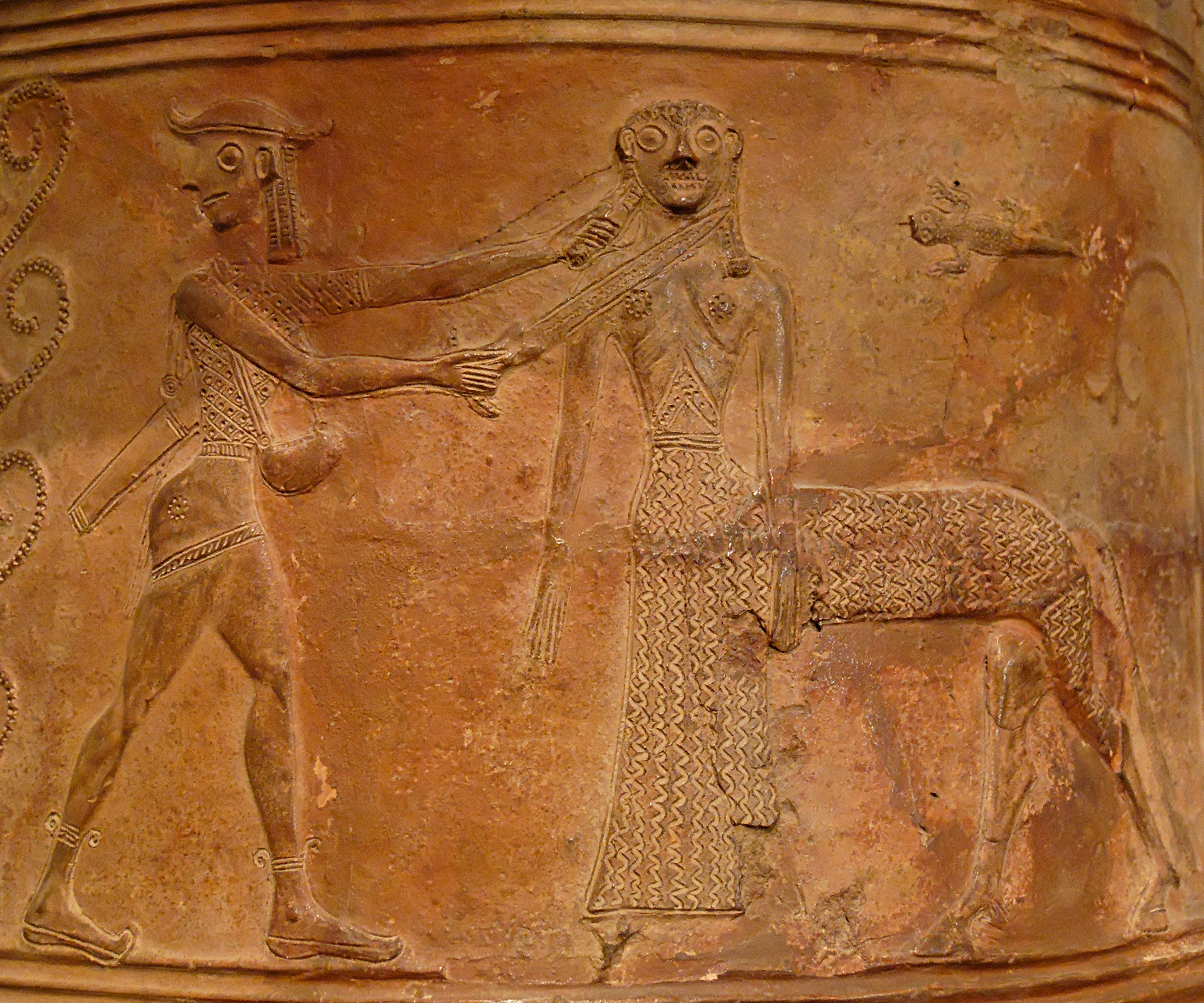
Perseu gira el cap per matar la Medusa. Pitos c. dècada del 660 aC. El cap de Medusa està fixat al cos d'una euga, com una centaure femenina (Museu del Louvre).

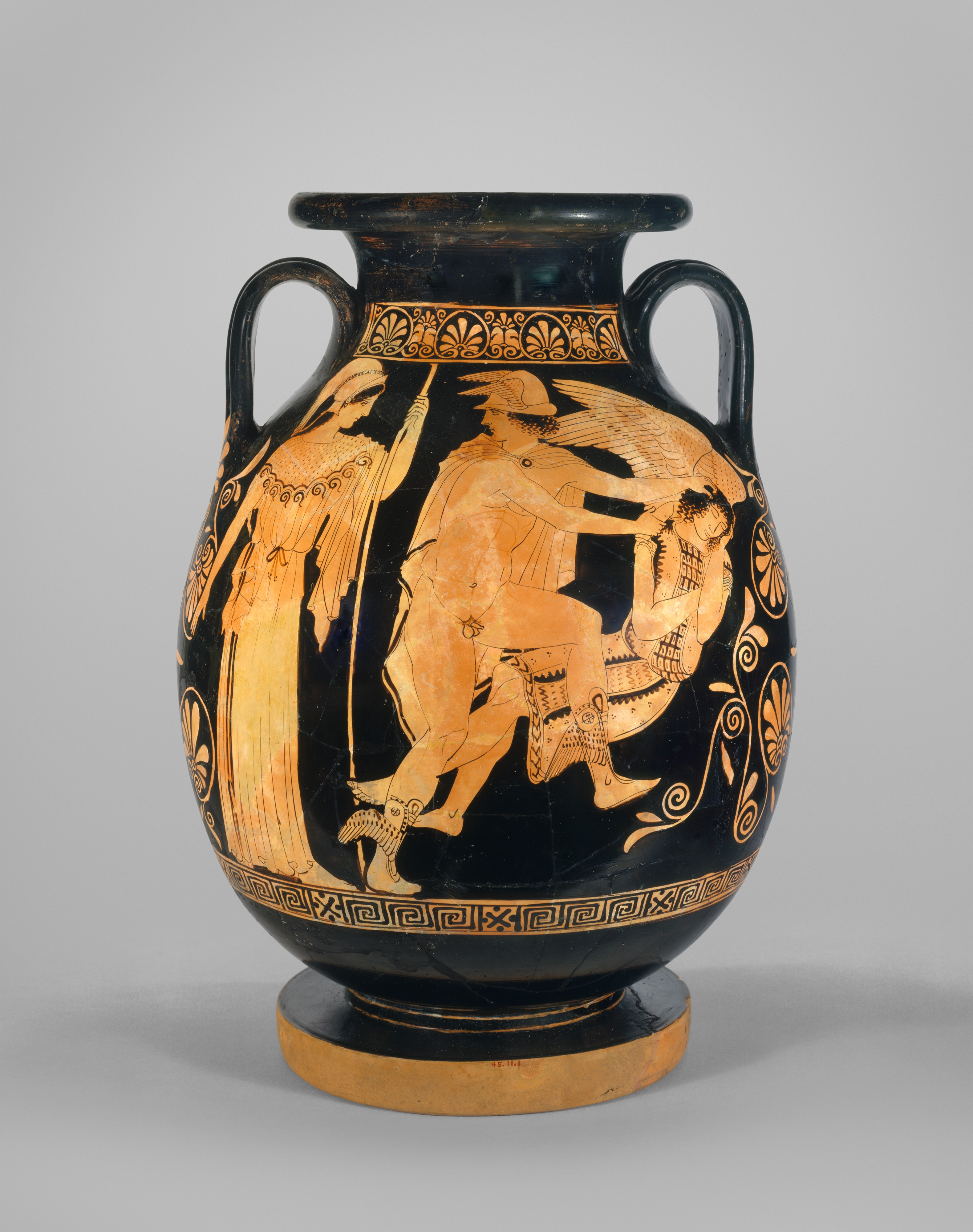
Perseu, guiat per Atena, es prepara per decapitar la Medusa adormida. Cap al 450-30. Ceràmica de figures vermelles conservat al Metropolitan Museum of Art de Nova York.

### Representacions antigues

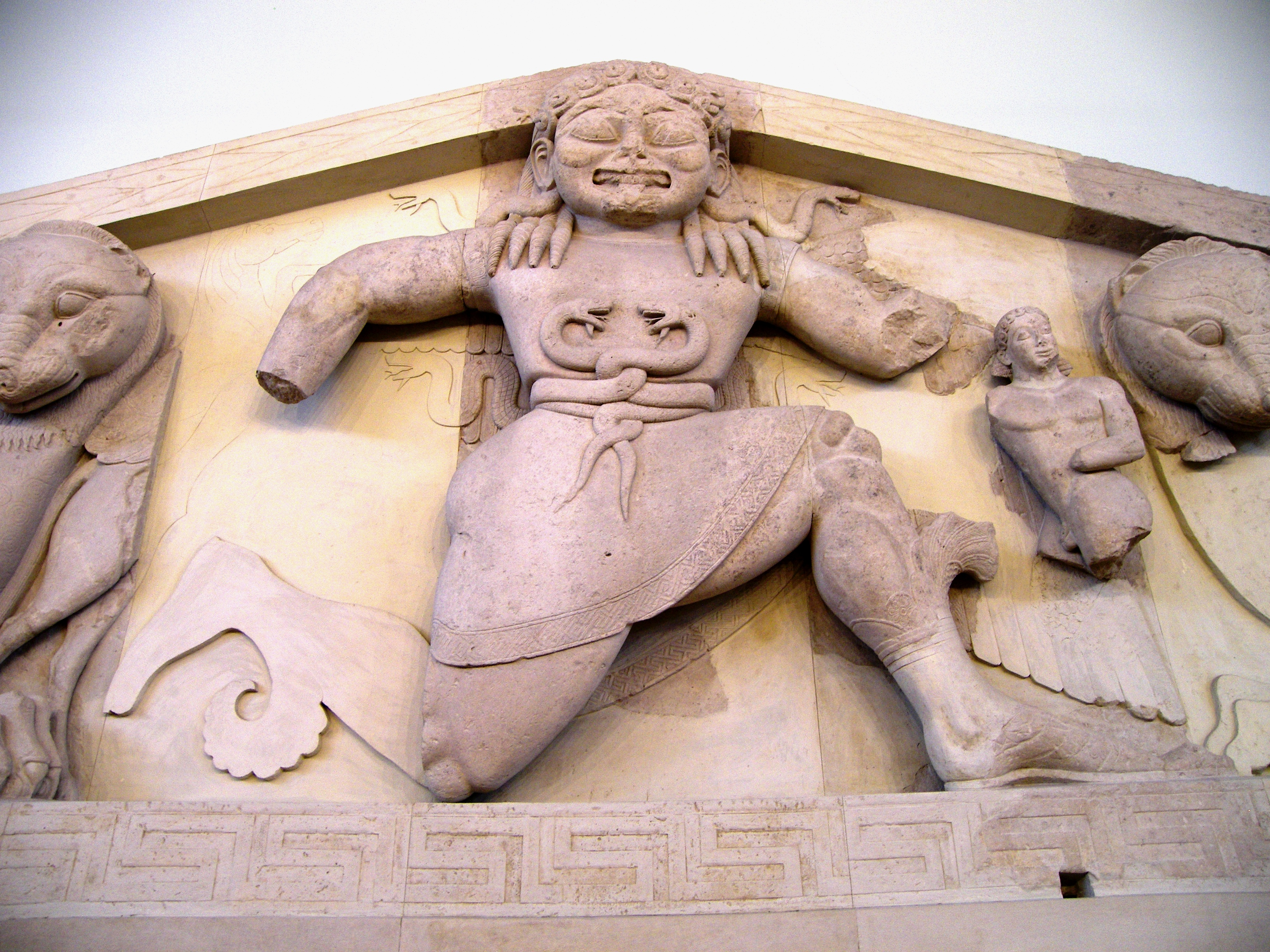
Escultura de Medusa al frontó del temple d'Artemisa a Corcira (580 aC).
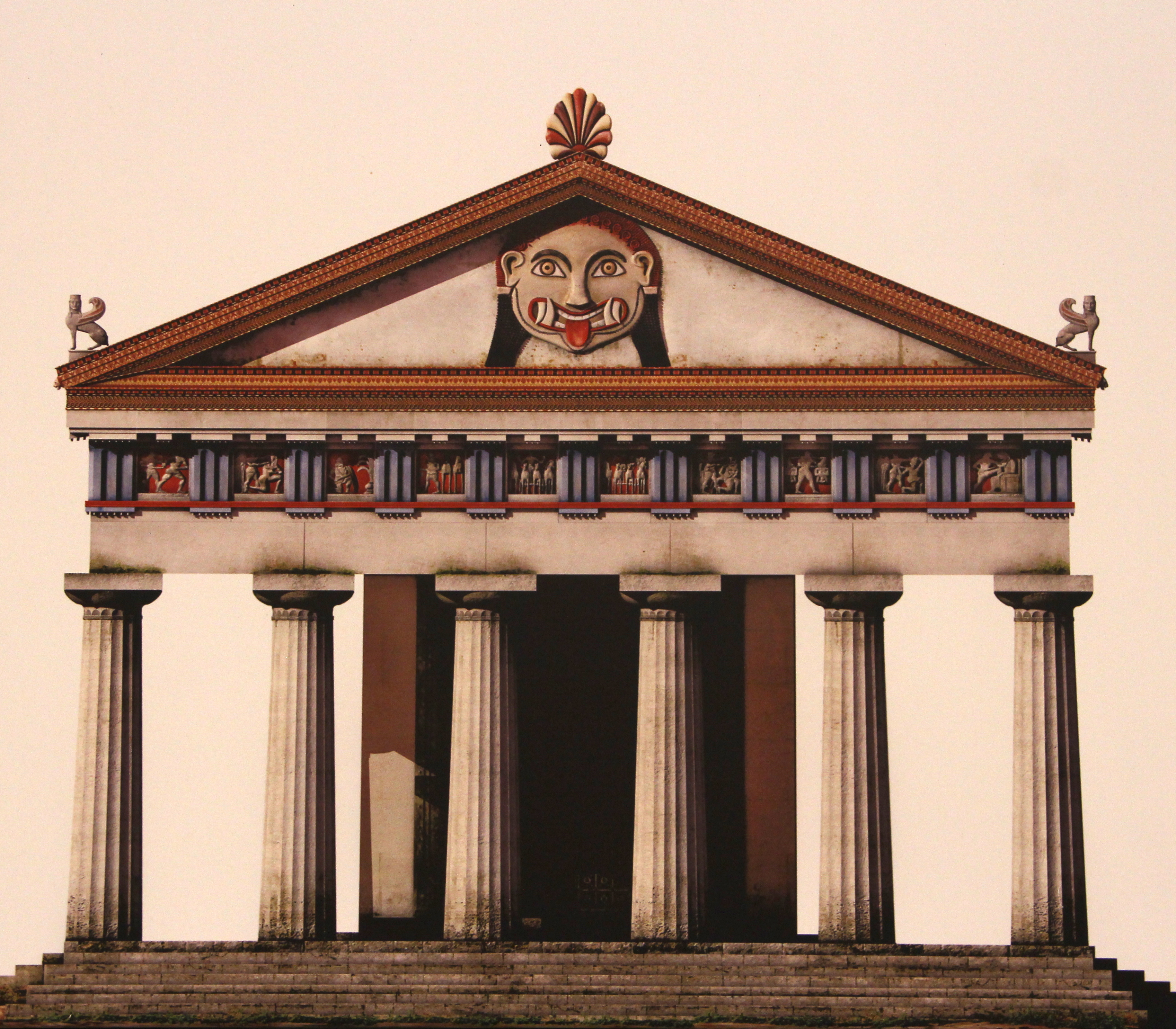
Reconstrucció del temple C de Selinunt (-550). La figura de Medusa mesurava 2,75 m d'alçada.
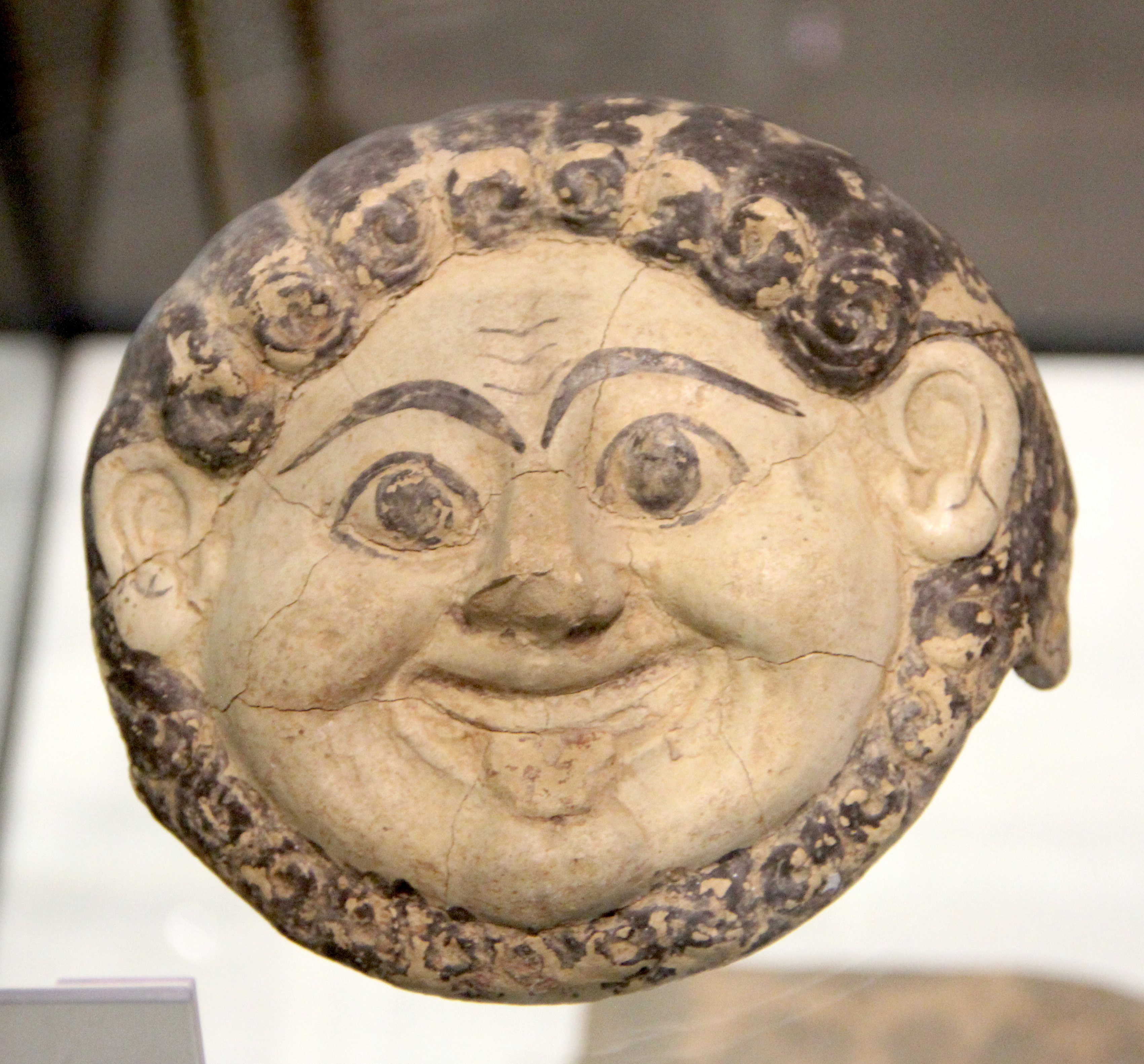
Gorgona decorant un antefixa. Agrigent. Final del
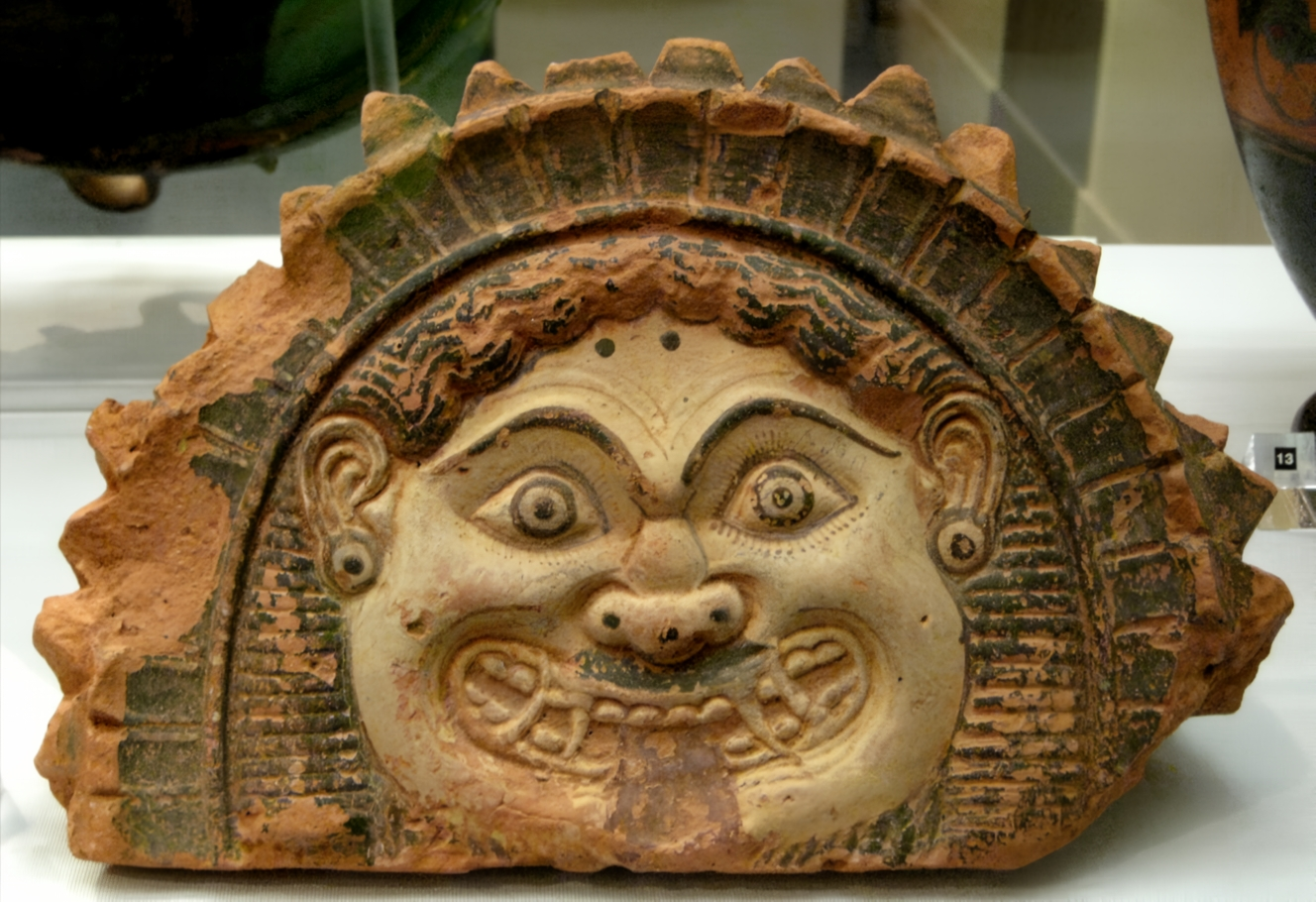
Antefixa decorat amb un cap de Medusa. Museu Puixkin.
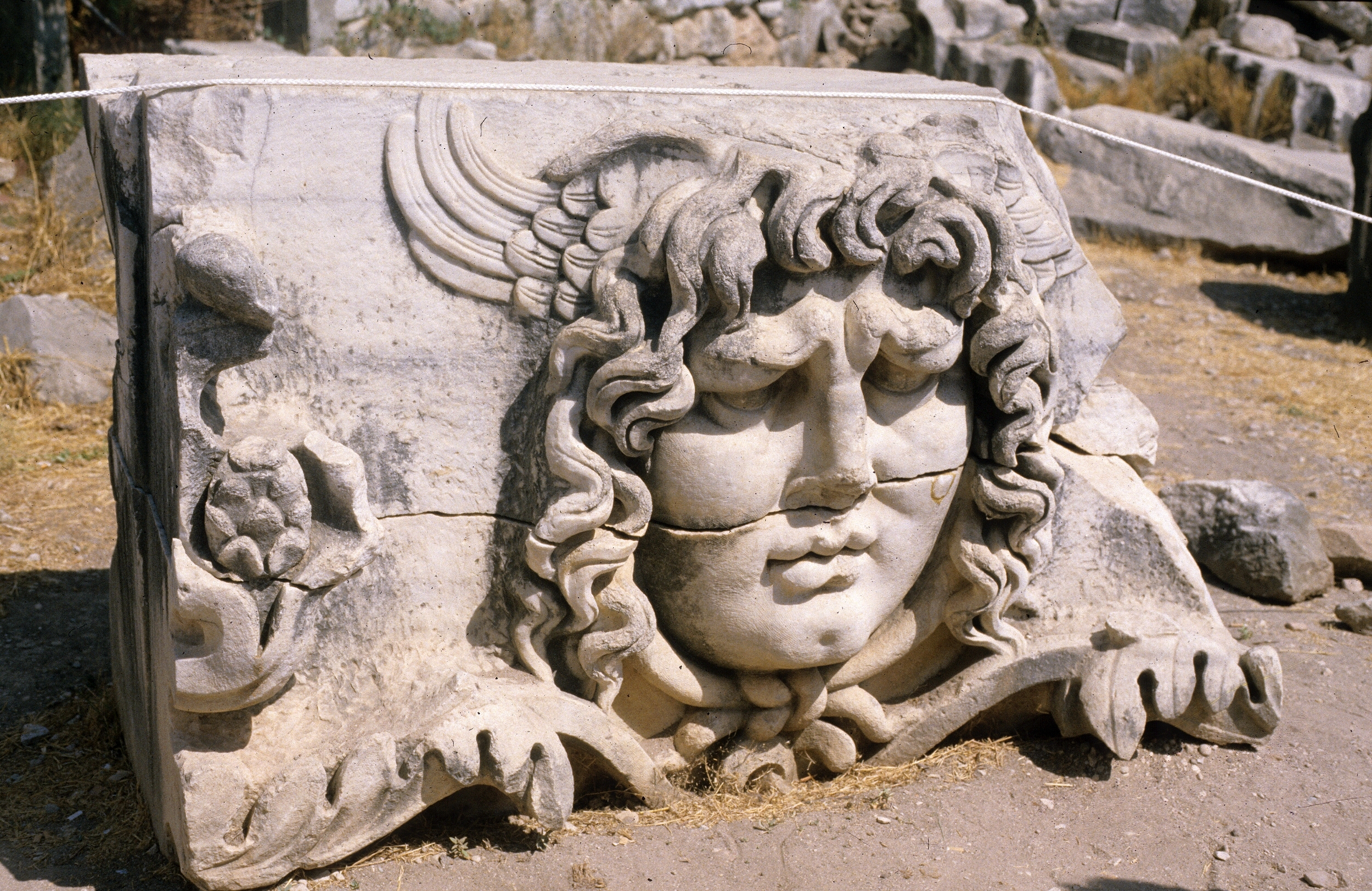
Medusa de Dídima, que adorna el Gran temple d'Apol·lo
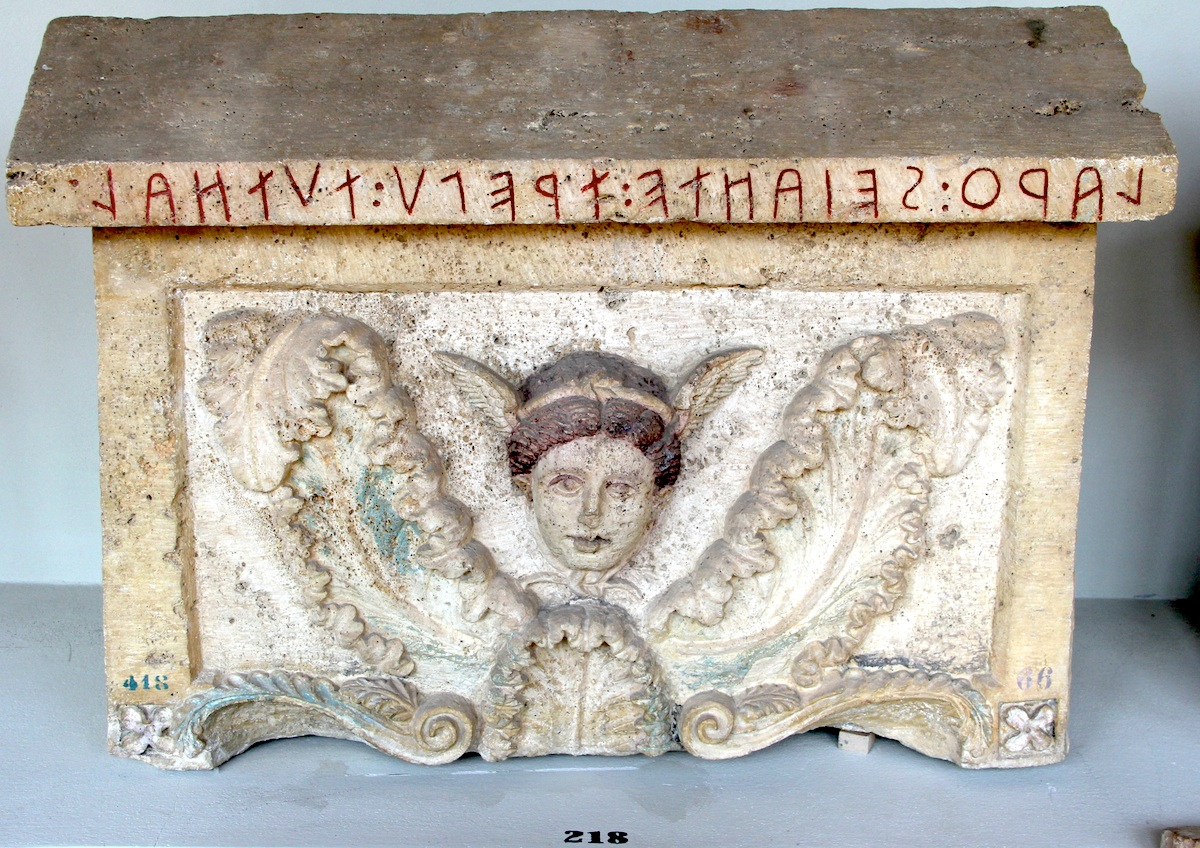
Cap de Medusa en un sarcòfag etrusc. C. Museu Arqueològic d'Umbria.
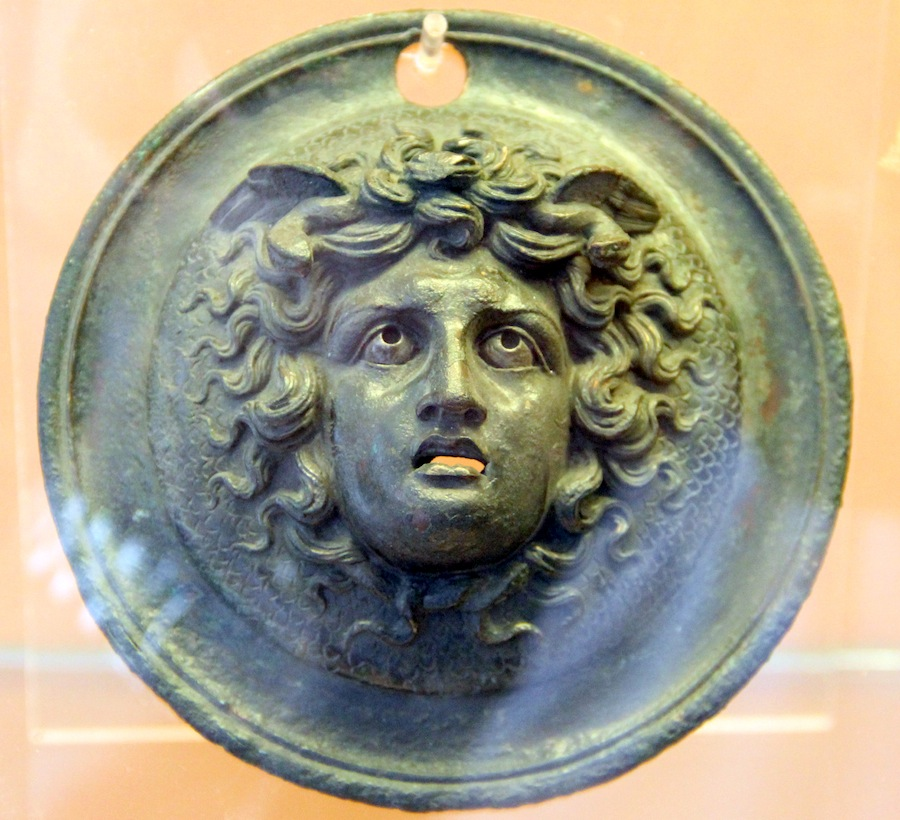
Decoració de la porta de les excavacions de Pompeia. Museu de Nàpols.
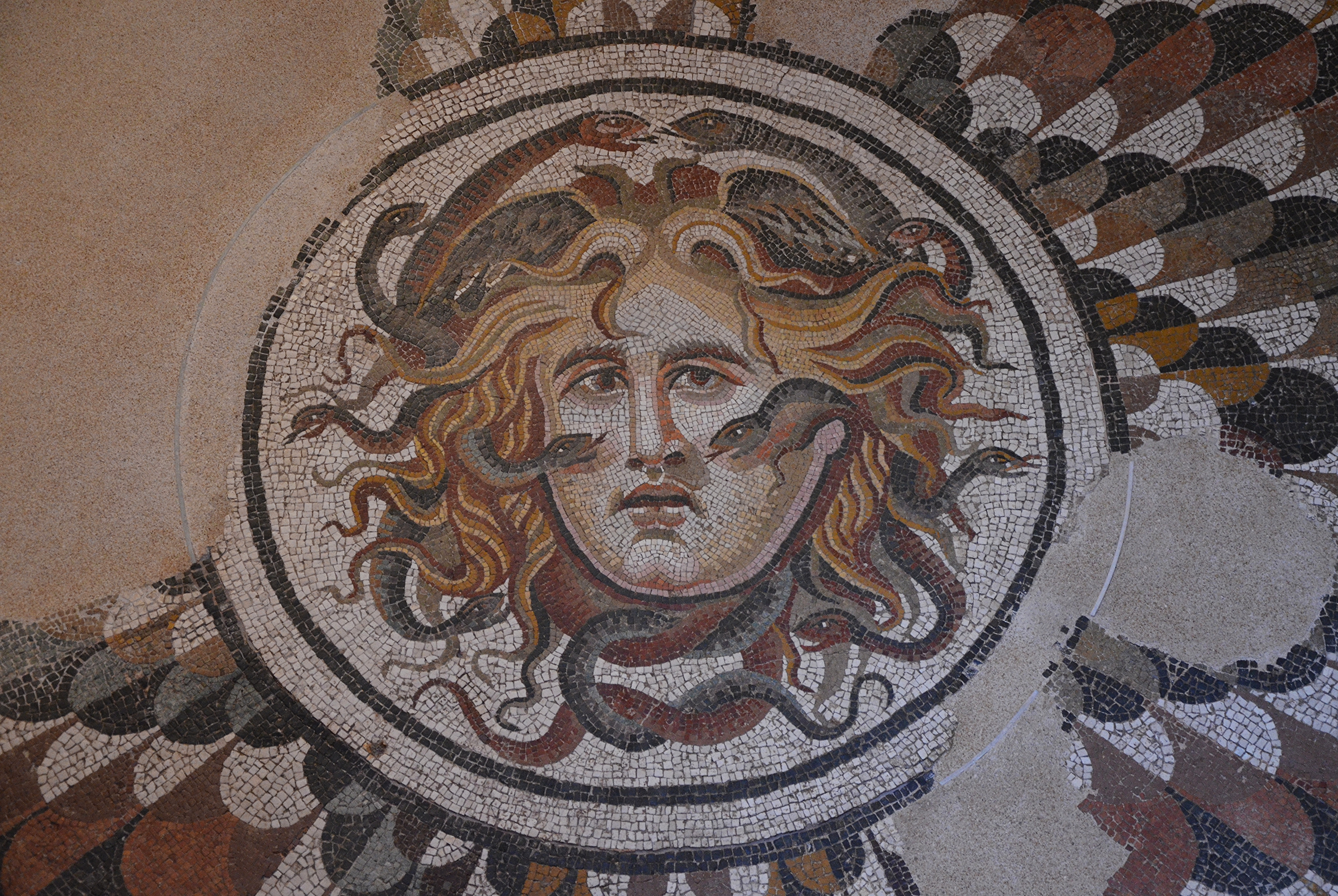
Plafó central d'un mosaic a les Termes de Dioclecià,. Museu de les Termes de Dioclecià.
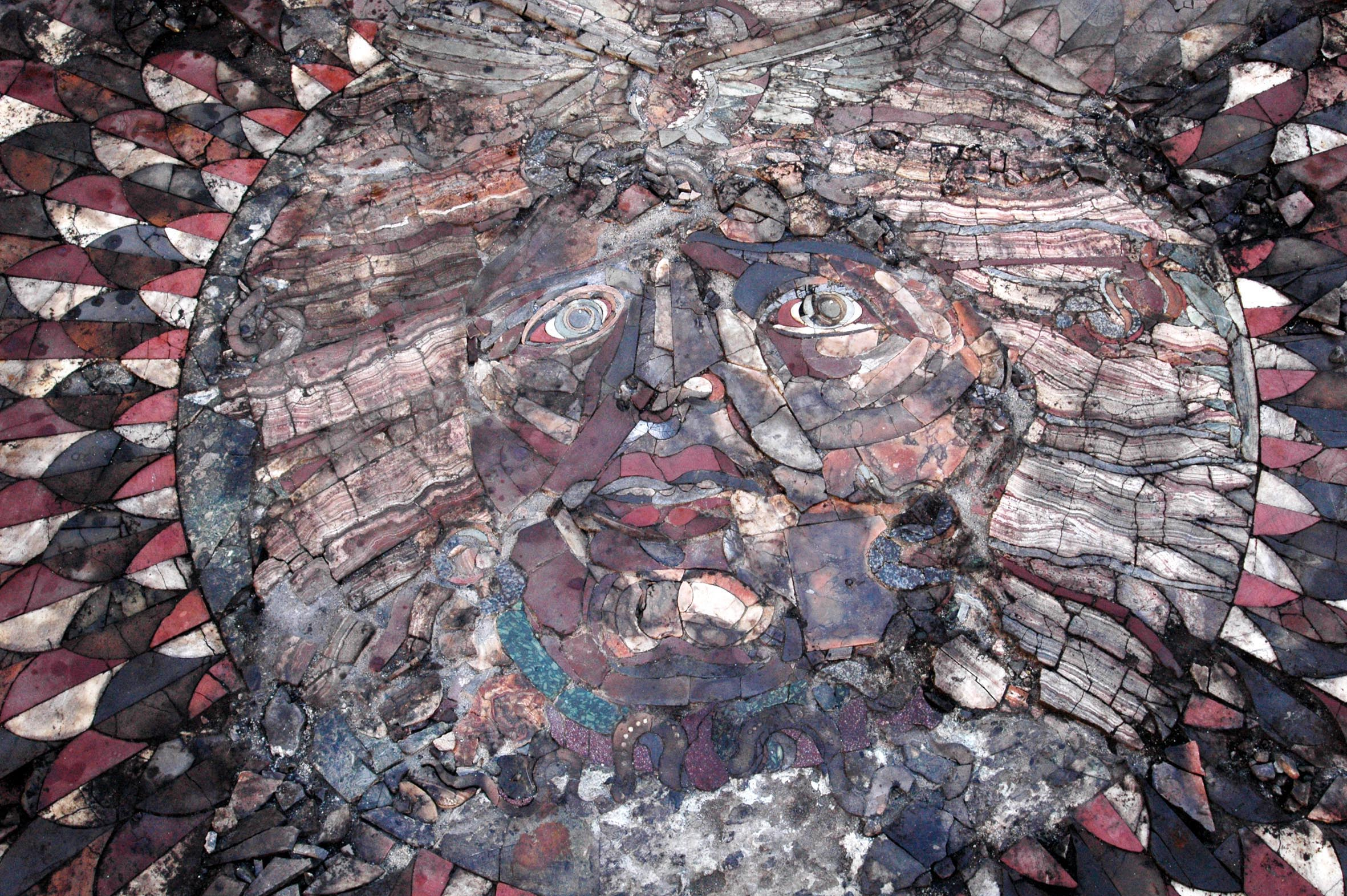
Mosaic que cobreix el terra de l'orquestra de l'Odeon de Cibyra
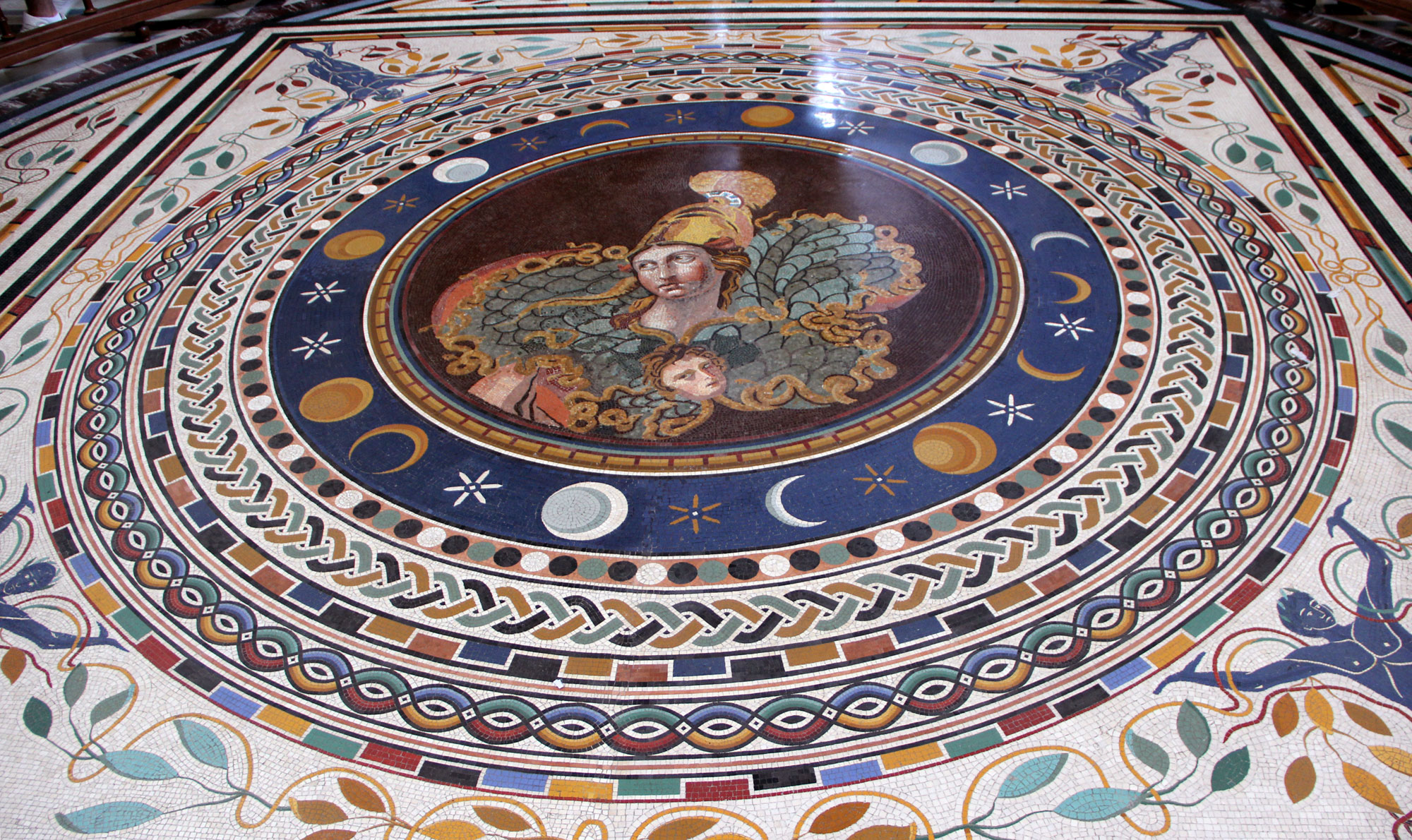
Mosaic d'una vil·la romana a Túsculum. Atenea i Medusa són dues figures inseparables. Museus Vaticans.

### Edat Mitjana

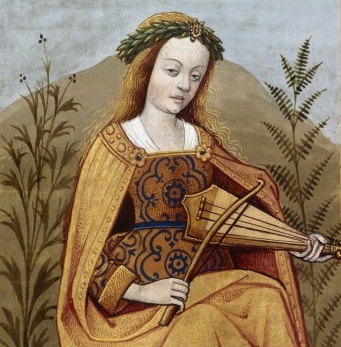
Medusa, miniatura de Robinet Testard extreta d'un manuscrit de Sur les femmes célèbres (sobre les dones famoses), vers 1488-1496, BnF, Fr.599, foli 19.

### Des del Renaixement fins al XVII XVII segle

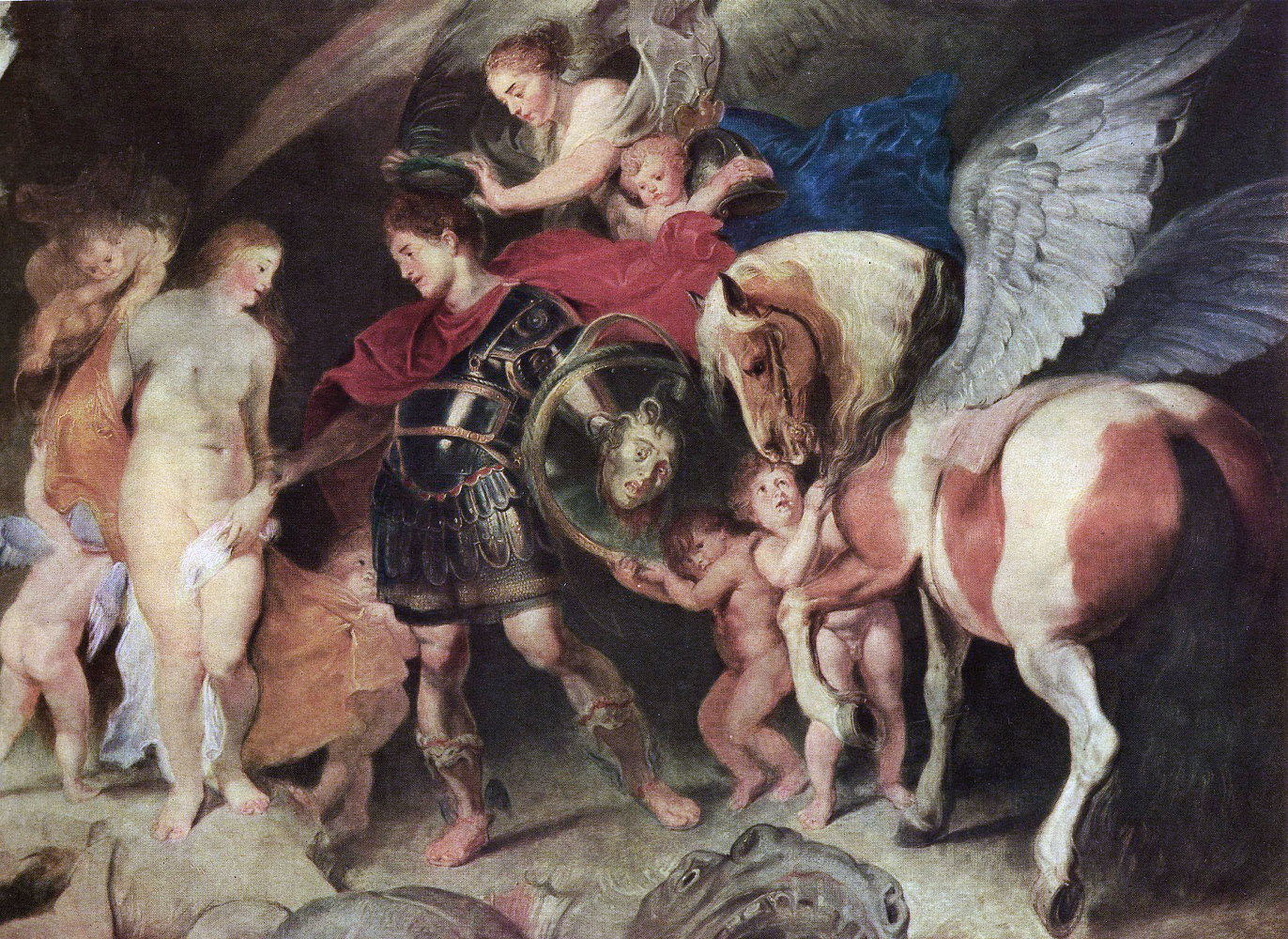
Perseu allibera Andròmeda de Peter Paul Rubens (1622). En el mite antic, Perseu no va muntar Pegàs.

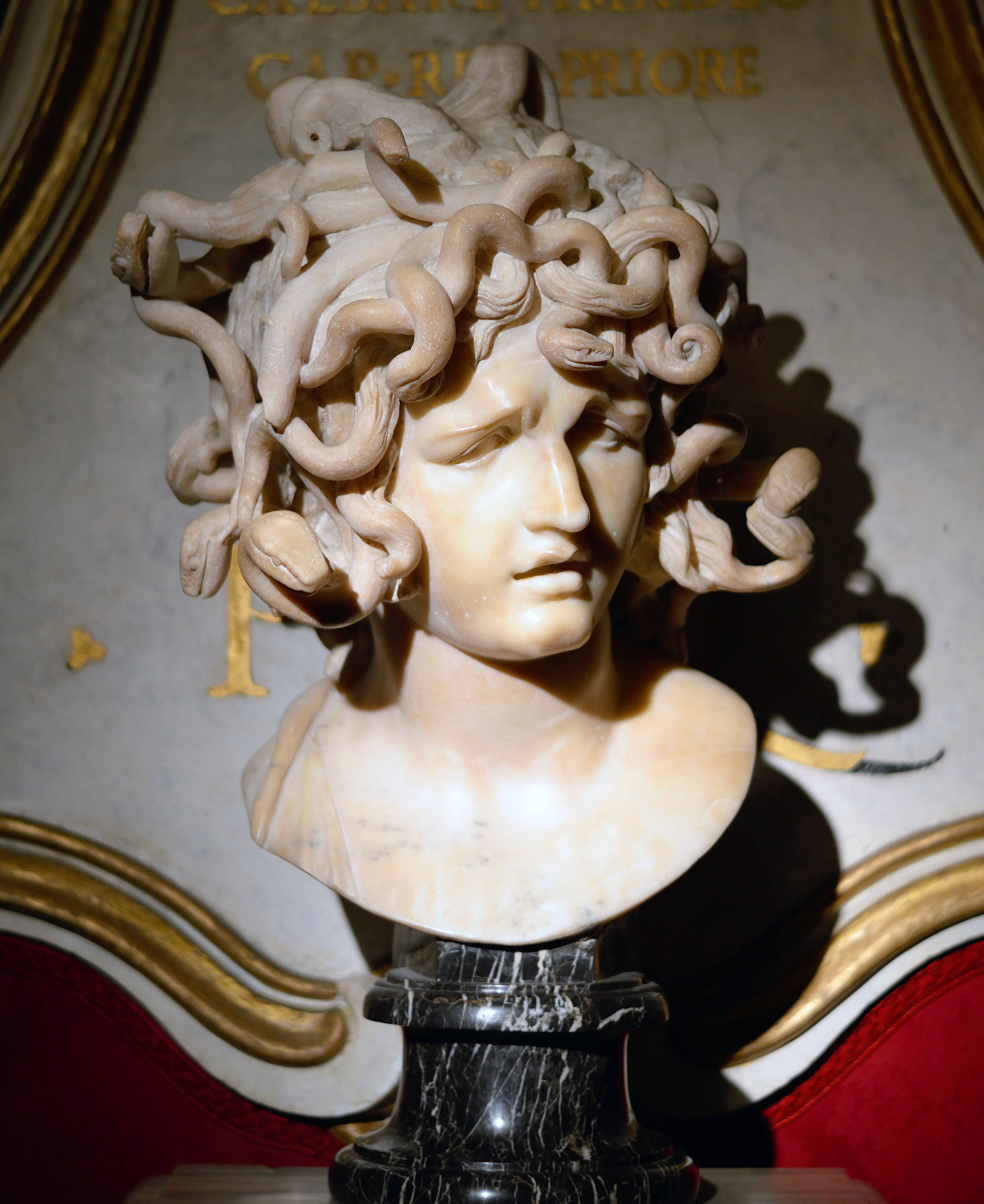
de Bernini, vers 1640.

#### Literatura

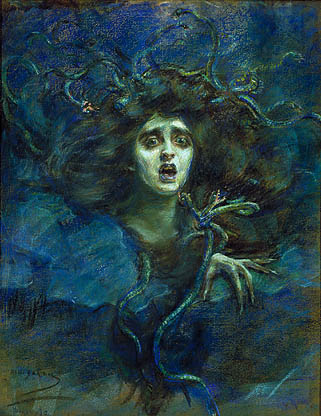
Medusa d'Alice Pike Barney (1892).

#### Pintura

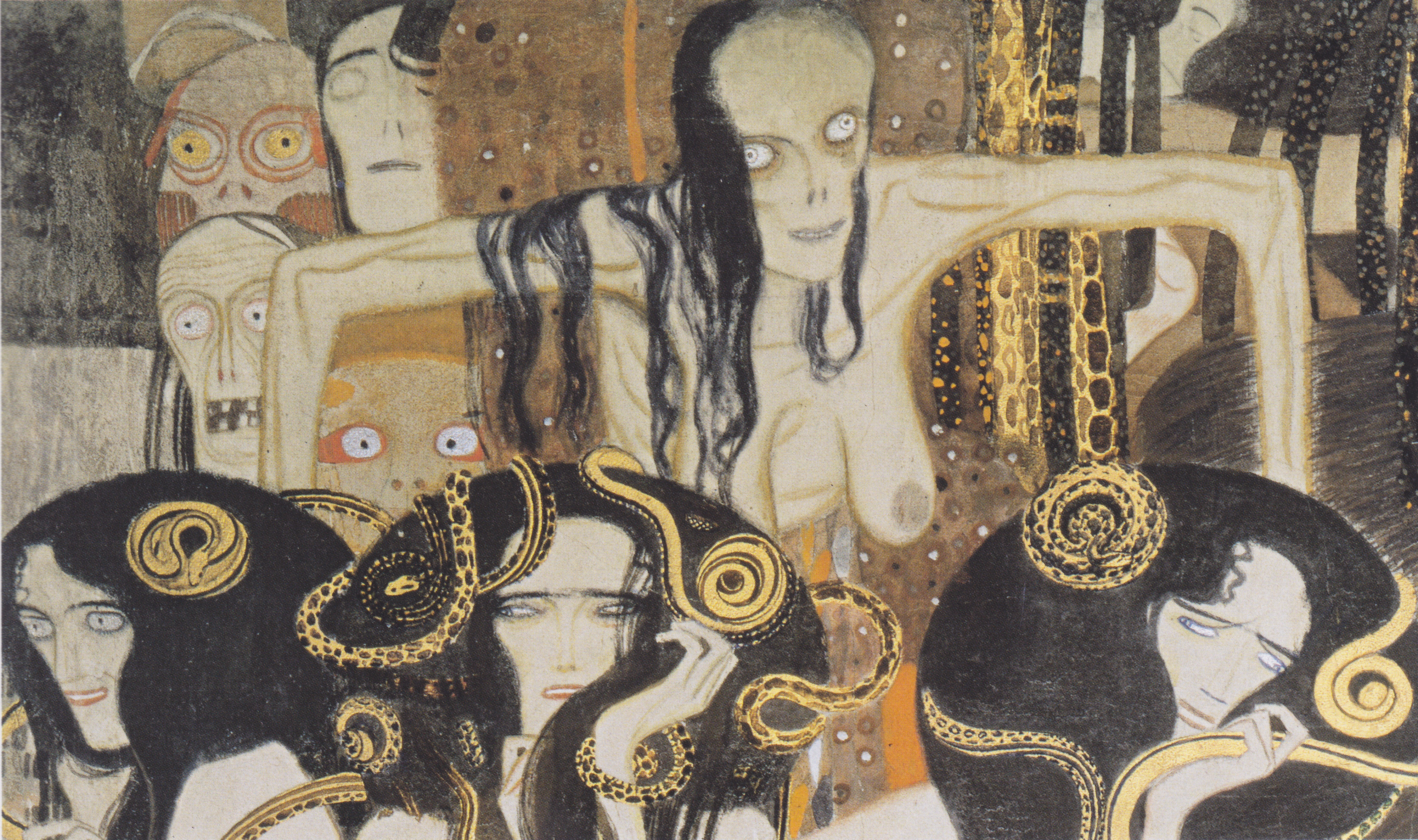
Les Gorgones de Gustav Klimt (1902).